# Mesabolivar beckeri
Espèce
Synonymes
- Teuia beckeri Huber, 2000

Mesabolivar beckeri est une espèce d'araignées aranéomorphes de la famille des Pholcidae.

## Distribution
Cette espèce est endémique du Rio Grande do Sul au Brésil. Elle se rencontre São Leopoldo.

## Description
Le mâle holotype mesure 2,3 mm et la femelle paratype 2,9 mm

## Étymologie
Cette espèce est nommée en l'honneur de C. J. Becker.

## Publication originale
- Huber, 2000 : New World pholcid spiders (Araneae: Pholcidae): A revision at generic level.Bulletin of the American Museum of Natural History, no 254, p. 1-348 (texte intégral).